# 東急
東急株式会社（とうきゅう、英: TOKYU CORPORATION）は、東京都渋谷区に本社を置き、不動産事業、交通事業、ホテル・リゾート事業、生活サービス事業を手がける東急グループの中核をなす事業持株会社である。
略称は「東急株」（とうきゅうかぶ。東急電鉄の略称「東急」との区別のため、株式会社の略称である「株（かぶ）」を入れている）。大手私鉄の東急電鉄や東急百貨店、東急ホテルズなどを傘下に持つ。純然たる持株会社ではなく、直営で不動産賃貸業などを展開している（総合不動産事業を展開する関連会社の東急不動産とは棲み分けがされている）。このため、社名にホールディングスとは入っておらず、あくまでも東急グループの中核企業かつ統括会社という位置付けである。
大手私鉄グループの中では、連結売上高は近鉄グループホールディングスに次ぐ2位、連結総資産は阪急阪神ホールディングスに次ぐ2位である。
旧社名は東京急行電鉄株式会社（とうきょうきゅうこうでんてつ）。2019年9月2日に現社名に変更した。現在は東急電鉄の略称となった「東急」の名称は、東京急行電鉄時代からの略称でもある（「東京急行」→「東急」、2006年まで東京急行電鉄本体が「東京急行」を対外的に使用していた）。

## 概説
渋沢栄一が東京府荏原郡（現在の東京都区部南西部=品川区、目黒区、大田区および世田谷区の一部）の宅地開発とその住民のための交通網と生活基盤整備のために創設した田園都市株式会社を源流とする企業である。東急グループ各社の統括の他、東急不動産などとともに東急グループの拠点である渋谷の開発を戦前から行なってきたほか、他のグループ外企業とともに空港（仙台空港、富士山静岡空港）のコンセッション事業に共同参画しており、公式サイト では事業内容を「不動産事業」としている。
旧社名の「東京急行電鉄」が示すとおり、かつては東京都区部南西部から神奈川県東部において路線を展開して鉄軌道事業を行っていたが、2019年10月1日に同事業を「東急電鉄株式会社」に会社分割方式で分社化している（詳細後述）。「東急電鉄」の名称は、2006年1月1日から当時の東京急行電鉄が「東京急行」に代わって使用を開始した公式な通称による。この名残で、証券コードにおける業種分類では、現在でも「陸運業」に分類されている。
ただし、東急グループ全体として見た場合には、鉄軌道事業の収益に比べて不動産事業やホテル事業などそれ以外の収益がはるかに上回っており、連結決算で見た東急グループ全体の営業収益（売上高に相当）は毎年1兆円を超える。グループ企業には、路線バスなど交通、不動産開発、小売業、ホテル・リゾートなどに232社5法人が名を連ねる（2020年3月末現在）。東急株式会社は、分社化以前から東急グループの事業中核会社（事業持株会社）=統括会社として認識されており、「東急本社」あるいは旧社名の「東京急行電鉄」に由来する「電鉄本社」と表現されることが多かった。
1947年から1972年まで、プロ野球チームの「東急（急映・東映）フライヤーズ」（北海道日本ハムファイターズの前身）を所有していた。1964年まで、映画製作・配給を手掛ける東映（旧・東横映画）は東急グループの傘下であった。また、かつてグループ企業に日本エアシステム（JAS、現・日本航空株式会社）があったことから、同社の株式移転などにより設立されたJALグループの持株会社である株式会社日本航空の筆頭株主だったが、2009年12月から2010年1月までに同社株を売却し、資本関係は解消している。
東京証券取引所一部上場で、日経平均株価の構成銘柄の一つ。女性活躍推進に優れている企業を選定・発表している経済産業省と東京証券取引所との共同企画である｢なでしこ銘柄」に第一回（2012年度）から6年連続で選定されている。

### 鉄軌道事業の分割
2019年3月27日に行われた取締役会において、経営体制の最適化を目的として鉄道事業の分社化を次回株主総会に諮ることを決議した。源流企業である田園都市株式会社の創立101周年の記念日 に当たる2019年9月2日に商号を「東急株式会社」に変更した。同年10月1日をもって鉄軌道事業を「東急電鉄株式会社」（4月25日に「東急電鉄分割準備株式会社」として設立、9月2日付で商号変更、英: TOKYU RAILWAYS Co., Ltd.）に分割され、鉄軌道事業においても「東京急行電鉄」の商号・呼称は用いられなくなる。なお、東急株式会社の英文社名には引き続き「TOKYU CORPORATION」を用いるほか、分社後の東急株式会社には直営で東急沿線を中心とした不動産事業・その他事業が残り、引き続き事業会社としての機能を有するため、他の大手私鉄の持株会社（西武HD・相鉄HD・近鉄GHD・阪急阪神HD・京阪HD）とは違い、純然たる持ち株会社を意味する「ホールディングス」等の名称は用いないことにしている。これにより、大手私鉄で「東京」を冠するのは東京地下鉄（東京メトロ）のみ､「急行」がつくのは京浜急行電鉄（京急・京急電鉄）のみとなった。

## 東急と五島家
1943年に東京急行電鉄が刊行した『東京横浜電鉄沿革史』によると、東急の“創設者”は東急の母体企業“田園都市創設者”という表現で渋沢栄一となっている。また、渋沢の子である渋沢秀雄も田園都市株式会社の取締役支配人、及び東急電鉄の常任監査役などをつとめていた。
しかし、東急の事実上の“創業者”は五島慶太と認識されている。これは、東急の源流企業である田園都市株式会社を実質的に経営していた小林一三（現在の阪急電鉄の創業者）がその子会社である目黒蒲田電鉄に、当時、鉄道省の高級官吏であった五島慶太を経営陣に招聘し、それ以降、五島慶太を中心に、同社が東京横浜電鉄、東京急行電鉄と変遷し、現在の東急グループが形成されたからである。
とは言え、東武鉄道の根津家（根津嘉一郎）や西武鉄道の堤家（堤康次郎） とは異なり、五島は資本による会社支配は行わなかった。つまり五島家の東急の持株比率は低く、個人株主では国際興業の小佐野賢治が筆頭であった。また、五島慶太の後継者五島昇も資本による会社支配を行わなかったことから、五島慶太・昇父子の経営者としての手腕や、パーソナリティでグループが結束を保ってきた歴史を有する。五島昇の後継者として目された昇の長男五島哲は、本田技研工業を経て東急取締役に就任し、東急建設社長を務めたが、五島昇に望まれながらも東急本社の社長には就任せずに他界した。現在、東急グループの経営陣に五島家出身者はいない。

## コーポレートロゴ
大東急が成立した1943年（昭和17年）5月1日に制定されたロゴは杉浦非水による考案で、中央には鉄道を表すレールの断面を、会社の飛躍を表す羽根をその両側に配置し、羽根が束縛を意味する円を突き破る姿は会社の更なる発展を意味している。
現在のロゴは目黒蒲田電鉄時代から数えて4代目、東京急行電鉄時代から数えて2代目にあたる。創立50周年を記念して1973年（昭和48年）5月に制定された。中央の楕円は地球を、白抜きの逆三角形は東急の「T」の図案化であるとともに「三角錐体論」による三角錐体の俯瞰図を表し、その先端部が楕円の円周に接することで事業網が各地に拡大していく様を表現している。下部にある3本の弓状の弧は楕円を含めて三角錘体論の構成要素である東急グループの交通・開発・流通・健康産業の4部門を指し、外側に向かって広がっていく形はグループの成長、拡大、発展を表している。
このロゴは東急グループの統一マークとしての側面もあり、上部の文字を「TOKYU CORPORATION」とする東急株式会社ロゴの他にもグループ各社の英名を組み込んだバリエーションがある。また、それら各社ロゴの他に文字を「TOKYU GROUP」としたグループ統一マークがある。

ロゴ（先代） （1943年5月 - 1973年4月）
ロゴ（現行）

## 沿革
2019年の再編までの歴史の詳細については東急電鉄#歴史を参照
- 1918年（大正7年）9月2日 田園都市株式会社設立。
- 1922年（大正11年）
  - 9月2日 田園都市株式会社の鉄道部門を分離独立させ目黒蒲田電鉄設立。
  - 10月2日 五島慶太が目黒蒲田電鉄の専務取締役に就任。
- 1924年（大正13年）10月25日 武蔵電気鉄道が社名変更し（旧）東京横浜電鉄発足。
- 1928年（昭和3年）5月5日 目黒蒲田電鉄が田園都市株式会社を合併。
- 1934年（昭和9年）10月1日 目黒蒲田電鉄が池上電気鉄道を合併。
  - 11月1日 （旧）東京横浜電鉄、東横百貨店を開業。
- 1936年（昭和11年）12月24日 五島慶太が電鉄両社の取締役社長に就任。
- 1937年（昭和12年）12月1日 目黒自動車運輸および芝浦自動車を合併。
- 1938年（昭和13年）4月1日（旧） 東京横浜電鉄が玉川電気鉄道を合併。
- 1939年（昭和14年）
  - 10月1日 目黒蒲田電鉄が（旧）東京横浜電鉄を吸収合併。
  - 10月16日 目黒蒲田電鉄が（新）東京横浜電鉄に商号変更。
- 1942年（昭和17年）5月1日 京浜電気鉄道および、小田急電鉄を合併、（旧）東京急行電鉄に商号変更。
- 1944年（昭和19年）
  - 2月19日 五島慶太が運輸通信大臣就任に伴い、社長を辞任。
  - 5月31日 京王電気軌道を合併。
- 1948年（昭和23年）
  - 5月1日 会社再編成に伴い百貨店業を分離、東横百貨店（現：東急百貨店）を設立。
  - 6月1日 会社再編成により京浜急行電鉄（品川、横浜支社）、小田急電鉄（新宿支社）、京王帝都電鉄（京王支社、後の京王電鉄）を設立。渋谷支社と目黒支社が残留し再編後の東京急行電鉄を形成。
- 1973年（昭和48年）
  - 5月1日 現行の社章が制定される。この社章色にちなみ、以後の新車も赤をシンボルカラーに採用。
  - 11月1日 イン事業の直営第1号店として京都東急インを開業。
- 1980年（昭和55年）9月2日 各地域における東急グループの組織である「東急会」の再編および「東急会連合会」の発足。
- 1991年（平成3年）
  - 5月21日 東急バスを設立。
  - 10月1日 自動車事業を分離独立、東急バスが営業開始。
- 1992年（平成4年）7月14日 東急南平台町ビル（現：本社ビル）が竣工。
- 1990年（平成2年）3月16日 五島記念文化財団を設立。
- 1995年（平成7年）12月31日 第1回東急ジルベスターコンサートをBunkamuraオーチャードホールで開催。
- 1998年（平成10年）7月1日 環境活動を全社的な統一テーマとして取り組むために、環境活動推進委員会を設置。
- 2000年（平成12年）1月7日 東急百貨店日本橋店跡地（1999年1月閉店）の再開発計画の促進を東京急行、三井不動産で合意。
- 2002年（平成14年）1月4日 東急グループコンプライアンス指針を制定。
- 2003年（平成15年）
  - 4月1日
    - 事業持株会社化に向けた機構改革を実施、事業部門を鉄道事業、都市生活事業の2本部体制に。
    - ホテル事業を東急ホテルチェーンに営業譲渡。

  - 10月1日 東急建設が建設事業と不動産事業に会社を分割、建設事業を継承するTCホールディングスが商号を東急建設に変更し、東証一部に再上場。
- 2018年（平成30年）3月27日 渋谷地区での駅ビル更新など鉄道沿線開発に重点を置く中期経営計画（2018-2020年度）を発表[19][20]。
- 2019年（平成31年・令和元年）
  - 4月25日 会社分割（#鉄軌道事業の分割を参照）に備え、「東急電鉄分割準備株式会社」を設立[21]。
  - 5月8日 駅の自動券売機で現金が引き出せるキャッシュアウトサービスを開始[22]。
  - 5月20日 松竹ブロードキャスティングと合弁でBSデジタル放送の新規参入を開始。
  - 9月2日 商号を「東急株式会社」に変更[21]。東急電鉄分割準備株式会社は商号を「東急電鉄株式会社」に変更[13][21]。
  - 10月1日 東急電鉄株式会社に東急株式会社の鉄軌道事業を吸収分割する会社分割を行い、東急電鉄株式会社の本社を渋谷区神泉町の渋谷ファーストプレイスに移転。
- 2020年（令和2年）
  - 7月22日 松竹ブロードキャスティングとの合弁会社「BS松竹東急株式会社」を設立[23]（比率は松竹ブロードキャスティングが60%、当社が40%）。
- 2022年（令和4年）
  - 3月26日 「BS松竹東急」がBSデジタル放送開始[24]。
  - 4月15日に公開された東宝の映画「名探偵コナン ハロウィンの花嫁」の特別協力として携わる。渋谷が舞台であり、渋谷区も特別協力

### 歴代経営陣
| 代 | 氏名       | 在任期間                        | 出身校                     | 備考                                                                         |
| -- | ---------- | ------------------------------- | -------------------------- | ---------------------------------------------------------------------------- |
| 初 | 竹田政智   | 1922年10月2日 - 1923年6月27日   |                            | 創業者渋沢栄一の四男渋沢秀雄の義父、東京造園社長、農商務省出身               |
| 2  | 市原求     | 1923年6月27日 - 1927年3月20日   |                            |                                                                              |
| 3  | 矢野恒太   | 1927年4月14日 - 1928年5月7日    | 第三高等中学校医科         | 第一生命創業者、田園都市株式会社大株主、現在でも第一生命が東急(株)の筆頭株主 |
|    | （空席）   | 1928年5月8日 - 1936年12月23日   |                            | この間取締役社長は空席、五島慶太が事実上の経営者                             |
| 4  | 五島慶太   | 1936年12月24日 - 1944年2月19日  | 東京帝国大学法学部         | 鉄道省出身、運輸通信大臣（東條内閣）                                         |
| 5  | 篠原三千郎 | 1944年2月21日 - 1945年3月12日   | 東京帝国大学法学部         | 田園都市株式会社大株主服部金太郎の女婿                                       |
| 6  | 平山孝     | 1945年3月12日 - 1945年8月20日   | 東京帝国大学               | 鉄道省総務局長                                                               |
| 7  | 小宮次郎   | 1945年8月20日 - 1946年3月1日    |                            |                                                                              |
| 8  | 小林中     | 1946年3月1日 - 1947年10月16日   | 早稲田大学政治経済学部中退 | 富国生命社長                                                                 |
| 9  | 井田正一   | 1947年10月16日 - 1948年12月27日 | 東京帝国大学法学部         | 京浜電気鉄道出身、京浜急行電鉄社長                                           |
| 10 | 鈴木幸七   | 1948年12月27日 - 1954年5月6日   |                            |                                                                              |
| 11 | 五島昇     | 1954年5月6日 - 1987年12月25日   | 東京帝国大学経済学部       | 東芝、日本商工会議所会頭                                                     |
| 12 | 横田二郎   | 1987年12月25日 - 1995年4月28日  | 東京帝国大学工学部（電気） |                                                                              |
| 13 | 清水仁     | 1995年4月28日 - 2001年6月28日   | 一橋大学経済学部           |                                                                              |
| 14 | 上條清文   | 2001年6月28日 - 2005年6月29日   | 早稲田大学政治経済学部     |                                                                              |
| 15 | 越村敏昭   | 2005年6月29日 - 2011年4月1日    | 早稲田大学法学部           |                                                                              |
| 16 | 野本弘文   | 2011年4月1日 - 2018年4月1日     | 早稲田大学理工学部（土木） | 東急不動産、イッツ・コミュニケーションズ（旧東急ケーブルテレビジョン）元社長 |
| 17 | 髙橋和夫   | 2018年4月1日 - 2023年6月29日    | 一橋大学法学部             |                                                                              |
| 18 | 堀江正博   | 2023年6月29日 - 現職            | 慶應義塾大学法学部         |                                                                              |

※出身校の空欄は最終在籍大学不明。

## 住宅開発事業
東急沿線での住宅開発は主に東急不動産が担っている。東急沿線のみならず、沿線外の地域でも住宅開発を行っている。
主な自社開発ブランド
- マンション「DRESSER（ドレッセ）」
  - 一棟まるごとリノベーションマンション「DRESSER Reno（ドレッセリノ）」
- 一戸建て住宅「NEUE（ノイエ）」
- 賃貸住宅「STYLEO（スタイリオ）」
- シニア向け住宅「Wellna（ウェリナ）」、「Wellna Care（ウェリナケア）」

東急沿線
- 多摩田園都市
  - ジェネヒルあざみ野（横浜市青葉区荏子田・すすき野地区、2003年から）
  - イデアリーナ（横浜市青葉区あざみ野南地区、2007年から）
  - ノイエあざみ野（2008年から）
  - ノイエたまプラーザ（2008年から）

東急沿線外　
- 湘南めぐみが丘（神奈川県平塚市）
- 東急二俣川ニュータウン（神奈川県横浜市）
- 小郡・筑紫野ニュータウン（福岡県、美しが丘プレステージアベニューで都市景観大賞受賞）
- 千福ニュータウン（静岡県裾野市）

## テレビ番組
- 日経スペシャル カンブリア宮殿 圧倒的な付加価値を生む！21世紀の街づくり革命（2015年7月9日、テレビ東京）- 東京急行電鉄 社長 野本弘文出演[26]。
- 日経スペシャル カンブリア宮殿 鉄道だけじゃなく街づくりでも大躍進 東急の挑戦（2023年3月23日、テレビ東京）- 東急 社長 髙橋和夫出演[27]